# James Duncan (Leichtathlet)

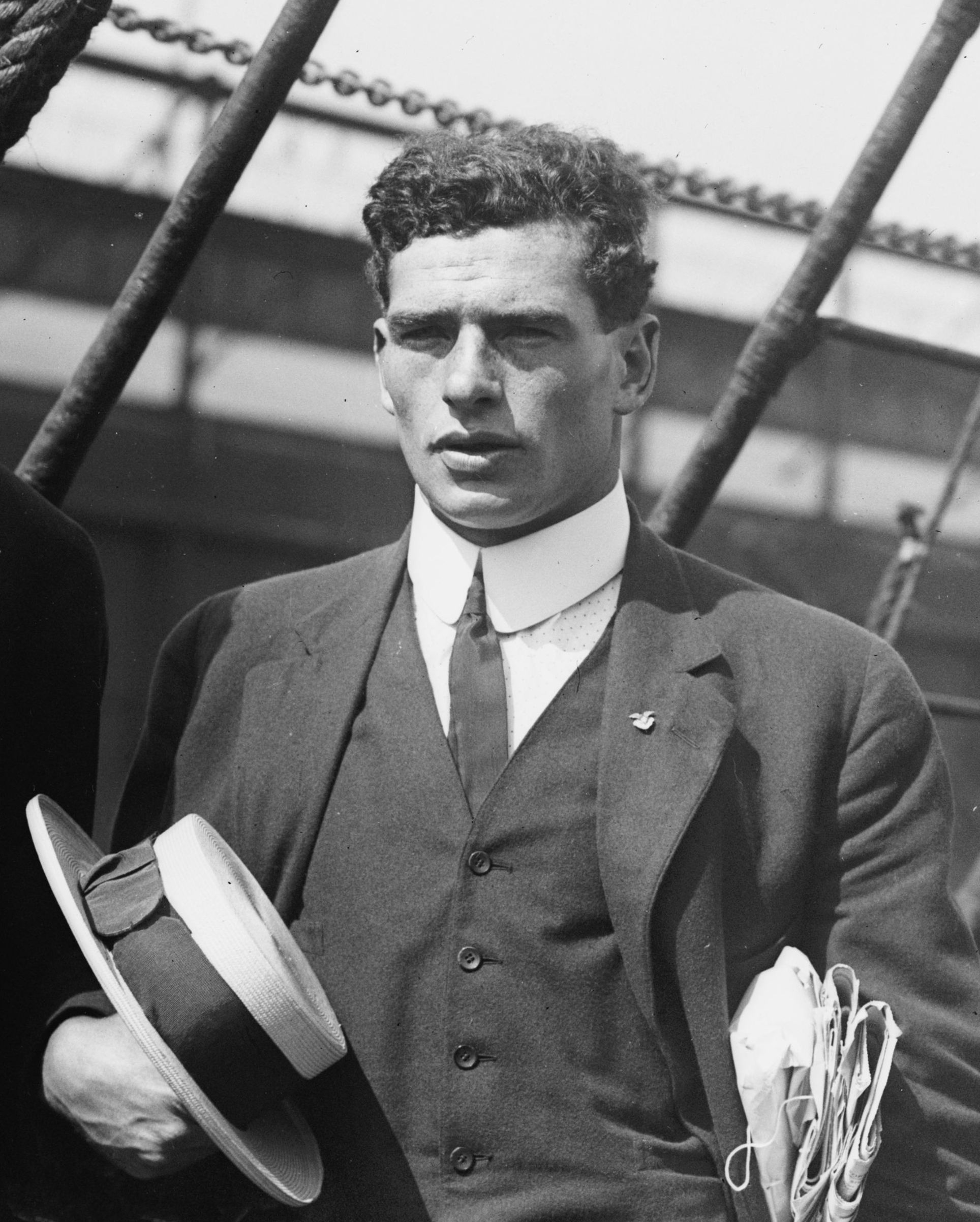
James Duncan, 1913

James Duncan (James Henry „Jim“ Duncan; * 25. September 1887 in New York City; † 21. Januar 1955) war ein US-amerikanischer Diskuswerfer.
Am 27. Mai 1912 stellte er mit 47,58 m den ersten offiziellen Weltrekord auf. 
Er galt daher als Favorit für die Olympischen Spiele in Stockholm, die kurz danach stattfanden. Dort jedoch musste er sich mit 42,28 m dem Finnen Armas Taipale (45,21 m) und seinem Landsmann Richard Byrd (42,32 m) geschlagen geben und belegte den Bronzerang. Im beidhändigen Diskuswurf wurde Duncan Fünfter.